# Reach Out (Take That)
Reach Out è una canzone del gruppo Take That, quarto singolo dal loro album Beautiful World. Pubblicato il 22 giugno 2007, è stato distribuito esclusivamente in Europa, mentre nel Regno Unito è uscito I'd Wait for Life.

## Tracce
Singolo CD
1. Reach Out – 4:16 – Jay-Z
2. We All Fall Down (Acoustic) – 3:51

Singolo maxi CD
1. Reach Out – 4:16
2. We All Fall Down (Acoustic) – 3:51
3. Shine (BBC Radio 2 'Live & Exclusive) – 3:36
4. Back for Good (BBC Radio 2 'Live & Exclusive) – 4:11

## Classifiche
| Classifica (2007) | Posizione massima |
| ----------------- | ----------------- |
| Austria           | 64                |
| Danimarca         | 13                |
| Germania          | 44                |
| Italia            | 11                |